# Cladiella arborea
Cladiella arborea är en korallart som först beskrevs av Huzio Utinomi 1954.  Cladiella arborea ingår i släktet Cladiella och familjen läderkoraller. Inga underarter finns listade i Catalogue of Life.